# Lecanora flavidorufa
Lecanora flavidorufa är en lavart som beskrevs av Hue. Lecanora flavidorufa ingår i släktet Lecanora och familjen Lecanoraceae.   Inga underarter finns listade i Catalogue of Life.